# Kenneth Kluivert
Kenneth Ramon Kluivert (ur. 26 sierpnia 1941 w Moenge) – surinamski piłkarz grający na pozycji lewego skrzydłowego, reprezentant kraju. Ojciec Patricka i dziadek Justina, reprezentantów Holandii.

## Kariera
Kenneth Kluivert karierę piłkarską rozpoczął w 1961 roku w klubie ze stolicy Surinamu, Paramaribo – SV Robinhood, w którym grał do 1970 roku. W tym czasie wraz z klubem zdobył mistrzostwo (1964) oraz czterokrotnie wicemistrzostwo Surinamu (1963/1964, 1965, 1968, 1970), rywalizując głównie z SV Transvaal. Był także największą gwiazdą klubu (366 goli w 345 meczach), był znany pod pseudonimem Bossa Nova oraz ze swoich dośrodkowań w pole karne i rzutów wolnych.
W 1970 roku wyjechał do Holandii grać w amatorskim klubie Real Sranang.

## Kariera reprezentacyjna
Kenneth Kluivert w latach 1964–1965 w reprezentacji Surinamu rozegrał 3 mecze, w których zdobył 2 gole. Debiut zaliczył 20 marca 1964 roku na Estadio Olímpico Universitario w Meksyku w wygranym 6:1 meczu eliminacyjnym do turnieju olimpijskiego 1964 z reprezentacją Panamy, w którym zdobył także swojego pierwszego gola w drużynie De Natio, w której ostatni mecz rozegrał 14 marca 1965 roku na National Stadion w Paramaribo, w wygranym 6:1 meczu eliminacyjnym mistrzostw świata 1966 z reprezentacją Trynidadu i Tobago, w którym także zdobył gola.

## Statystyki

### Reprezentacyjne
| Reprezentacja | Rok     | Mecze | Gole |
| ------------- | ------- | ----- | ---- |
| Surinam       | 1964    | 1     | 1    |
| Surinam       | 1965    | 2     | 1    |
| Łącznie       | Łącznie | 3     | 2    |

### Mecze w reprezentacji
| Surinam | Surinam    | Surinam    | Surinam           | Surinam | Surinam | Surinam     |
| Lp.     | Data       | Stadion    | Przeciwnik        | Gol     | Wynik   | Turniej     |
| ------- | ---------- | ---------- | ----------------- | ------- | ------- | ----------- |
| 1.      | 20.03.1964 | Meksyk     | Panama            | Gol     | 6:1     | El. IO 1964 |
| 2.      | 28.02.1965 | San José   | Kostaryka         |         | 0:1     | El. MŚ 1966 |
| 3.      | 14.03.1965 | Paramaribo | Trynidad i Tobago | Gol     | 6:1     | El. MŚ 1966 |

## Sukcesy
SV Robinhood
- Mistrzostwo Surinamu: 1964
- Wicemistrzostwo Surinamu: 1963/1964, 1965, 1968, 1970

## Życie prywatne
Kenneth Kluivert był dwukrotnie żonaty. Pierwszą żoną była urodzona w stolicy Curaçao (wówczas Antyle Holenderskie), Willemstad Lidwina, z którą ma syna Renato i córkę Natascię. Rodzina w 1970 roku przeniosła się do Holandii, gdzie 1 lipca 1976 roku w Amsterdamie urodził się syn Patrick, 79-krotny reprezentant Holandii
. Piłkarzami są również jego wnuki Kennetha, synowie Patricka: Quincy (ur. 1997), Justin (ur. 2000), Ruben (ur. 2001) i Shane Patrick (ur. 2007).
Obecnie jest żonaty z Jolandą.